# FC 핼리팩스 타운
풋볼 클럽 핼리팩스 타운(Football Club Halifax Town)은 잉글랜드 웨스트요크셔주 핼리팩스를 연고로 하는 프로 축구 구단이다. 현재 내셔널리그에 소속되어 있다. 기존에는 핼리팩스 타운 AFC(Halifax Town A.F.C.)라는 클럽으로 운영했지만 2008년에 세금 체납과 관련한 재정 문제로 리그에서 퇴출되며 해체되었고, 서포터즈에 의해 현재의 클럽으로 새로 창단되었다.

## 선수 명단

### 현역
참고: FIFA 자격 규정에 따라 소속된 국가대표팀 국기를 표시합니다. 선수는 복수의 FIFA 비회원국 국적을 가지고 있을 수 있습니다.
| 번호 | 포지션 | 국적     | 이름          |
| ---- | ------ | -------- | ------------- |
| 1    | GK     | 잉글랜드 | 샘 존슨       |
| 4    | DF     |          | 페스투스 아서 |
| 11   | FW     | 벨리즈   | 안젤로 카펠로 |

| 번호 | 포지션 | 국적   | 이름        |
| ---- | ------ | ------ | ----------- |
| 18   | MF     | 코소보 | 플로랑 호티 |